# 以色列撤离加沙

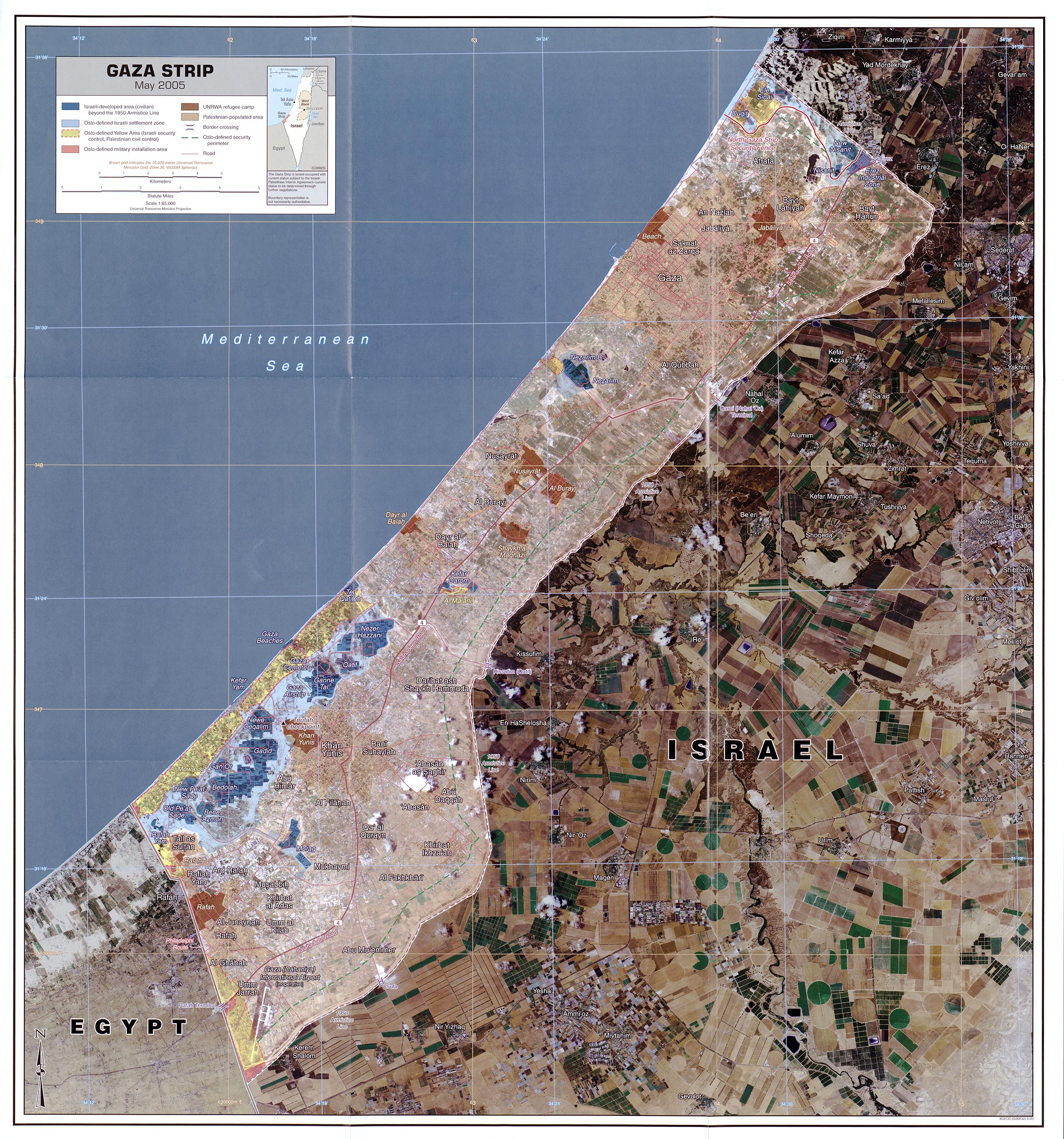
2005年5月的加薩走廊地圖，標注藍色的為以色列的定居點

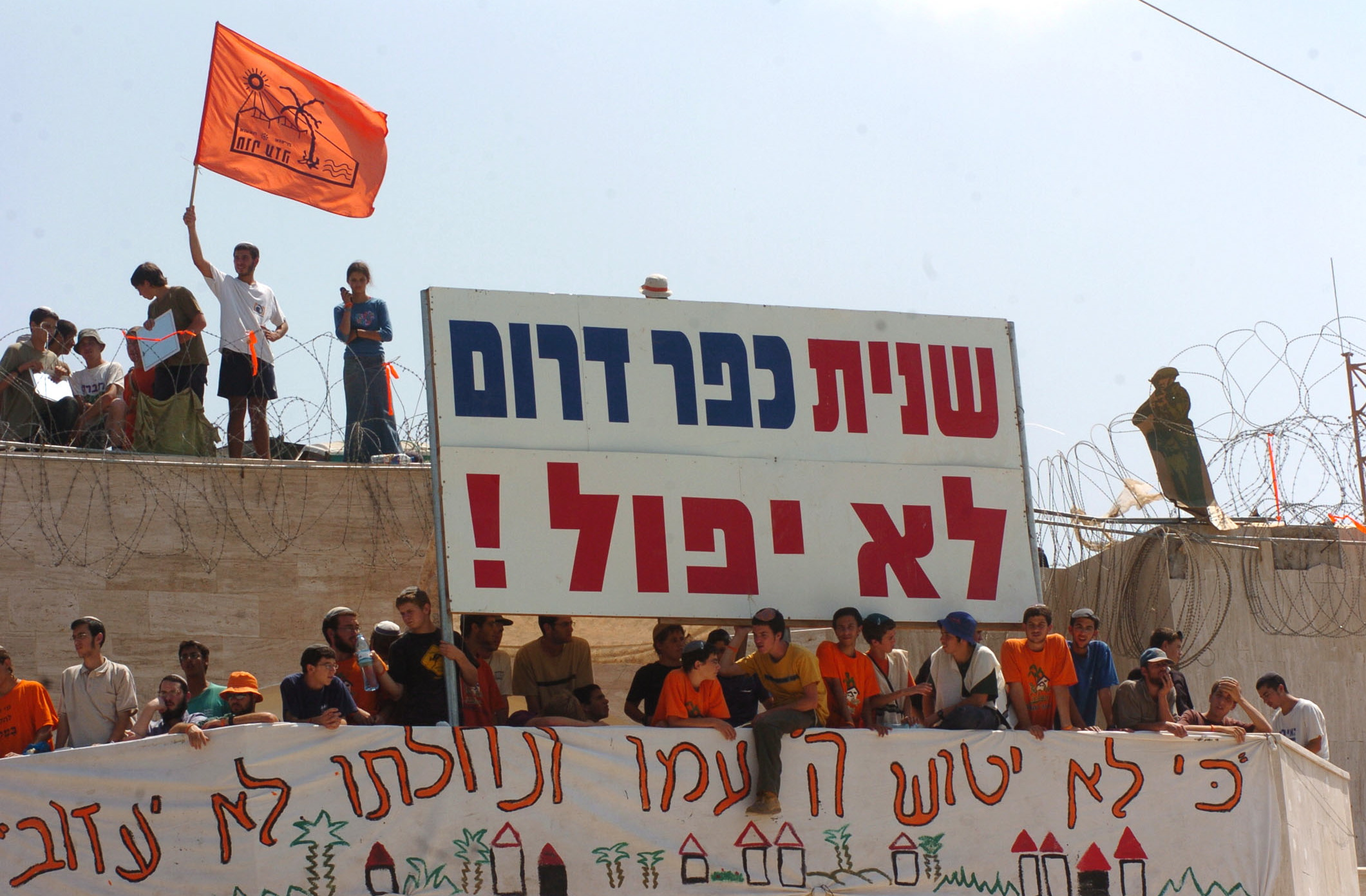
2005年8月18日，加薩走廊定居點克法达罗姆拒絕撤離的居民抗議撤離行動，標語為「克法达罗姆不會再次陷落」

以色列撤離加薩（希伯來語：‎，羅馬化：Tokhnit HaHitnatkut），是指2005年以色列單方面撤離其在加薩走廊的軍隊及21個定居點之行動。2003年，以色列總理艾里爾·夏隆提出撤離加薩的主張，2004年6月成為政府政策，並於2005年2月經以色列國會通過。同年8月15日，以色列安全部隊強制將拒絕接受政府補償並自願離開的居民遷出加薩走廊，於9月12日宣告行動完成。共有約8,000名猶太人自加薩走廊的21個定居點遷出，每戶平均獲以色列政府補償20萬以上的美元。
以色列撤離加薩後，聯合國與數個國際人權組織、學者仍認定加薩走廊處於以色列的軍事占領，以色列則予以否認。此後，以色列仍持續控制加薩走廊的空域與水域、當地七個邊境口岸的其中六個，以及當地巴勒斯坦住民的登記。而加薩走廊也持續依賴以色列提供水、電與通訊等基礎設施。